# 基因治療中的慢病毒載體
基因治疗中的慢病毒载体是一种利用慢病毒在生物体內插入、修改或删除基因的方法。有些患者感染艾滋病正是因為慢病毒引起，慢病毒将DNA插入其宿主细胞的基因组後病人便感染艾滋病。在基因治疗中，必须对宿主细胞基因进行插入、改变或去除。为此，科学家们利用慢病毒的感染机制来达到基因治疗的预期效果。